# ثيودور فورستر
ثيودور فورستر (بالألمانية: Theodor Förster)‏ هو كيميائي ألماني، ولد في 15 مايو 1910 في فرانكفورت في ألمانيا، وتوفي في 20 مايو 1974 في شتوتغارت في ألمانيا.